# Asura aurantiaca
Asura aurantiaca är en fjärilsart som beskrevs av Moore 1878. Asura aurantiaca ingår i släktet Asura och familjen björnspinnare. Inga underarter finns listade i Catalogue of Life.